# Grythyttans kyrka
Grythyttans kyrka är en kyrkobyggnad som tillhör Grythyttans församling i Västerås stift. Kyrkan ligger i samhället Grythyttan några mil öster om Filipstad och är den äldsta byggnaden i samhället.

## Kyrkobyggnaden
Träkyrkan uppfördes 1632 som en tornlös byggnad av timmer med kor, sakristia och vapenhus. Samma år fick socknen sin första kyrkoherde, Olaus Jacobi Arbogiensis, som predikade på både svenska och finska eftersom församlingen var tvåspråkig. På grund av den växande befolkningen byggdes kyrkan ut 1680 med korsarmar i söder och norr, vilket gav den en korsformad plan med takryttare över korsmitten. 
Under 1770-talet genomfördes ytterligare ombyggnationer då takryttaren togs bort och ett torn uppfördes i väster. Kyrkan är byggd i liggtimmer och klädd med spån som målats med röd slamfärg, vilket är typiskt för Bergslagen. År 1904 ersattes det tidigare spåntaket med skiffertak från det lokala skifferbrottet.
Vid en renovering 1953 fick kyrkorummet sitt nuvarande utseende. Koret utvidgades åt väster och predikstolen försågs med trappa. En stor målning i kortaket täcktes över, och vita molnformationer målades på innertaket. 

## Inventarier
- Altartavlan från före 1684 föreställer Kristus på korset med de två rövarna och krigsmän som kastar tärning om livklädnaden. Den är utförd av Anders Erson från Filipstad.
- Nuvarande predikstol i nyklassicistisk stil tillkom 1797 och ersatte en predikstol från 1600-talet.
- "Eva i Paradiset", en väggmålning från 1632 vid korets norra vägg.
- I kyrkan förvaras en finsk bibel från 1642, tryckt i Stockholm.
- En fönstermålning är gjord 1979 av Einar Forseth, med motiv från Johannesevangeliet 15 kap, "Jag är det sanna vinträdet".

### Orgel
- 1780 byggde Jonas Ekengren, Stockholm en orgel med 12 stämmor, en manual och bihängd pedal.
- Den nuvarande orgeln byggdes 1904 av E A Setterquist & Son, Örebro. Orgeln är pneumatisk och har fasta kombinationer. Fasaden är från 1780 års orgel. 1987 renoverades orgeln av bröderna Moberg, Sandviken och återinvigdes 3 maj 1987.

| Huvudverk I  | Svällverk II        | Pedal          | Koppel    |
| Bourdon 16´  | Flûte harmonique 8´ | Subbas 16´     | I/P       |
| Principal 8´ | Rörflöjt 8'         | Violoncelle 8´ | II/P      |
| Bourdon 8'   | Salicional 8'       |                | II/I      |
| Gamba 8'     | Violin 4'           |                | I 4'/I    |
| Octava 4'    | Crescendosvällare   |                | II 16'/II |
| Trompet 8'   |                     |                |           |

## Galleri

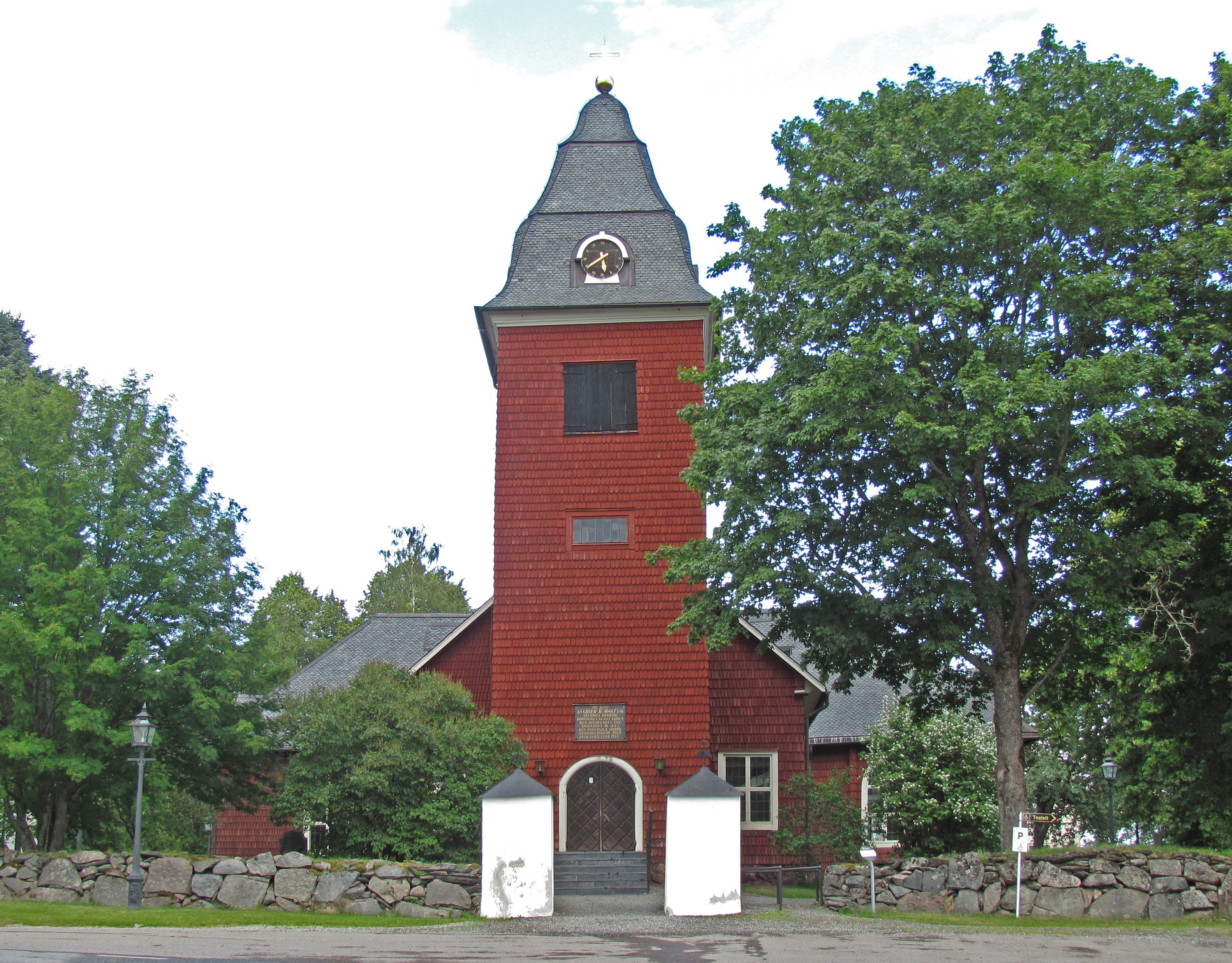
Grythyttans kyrka från väster
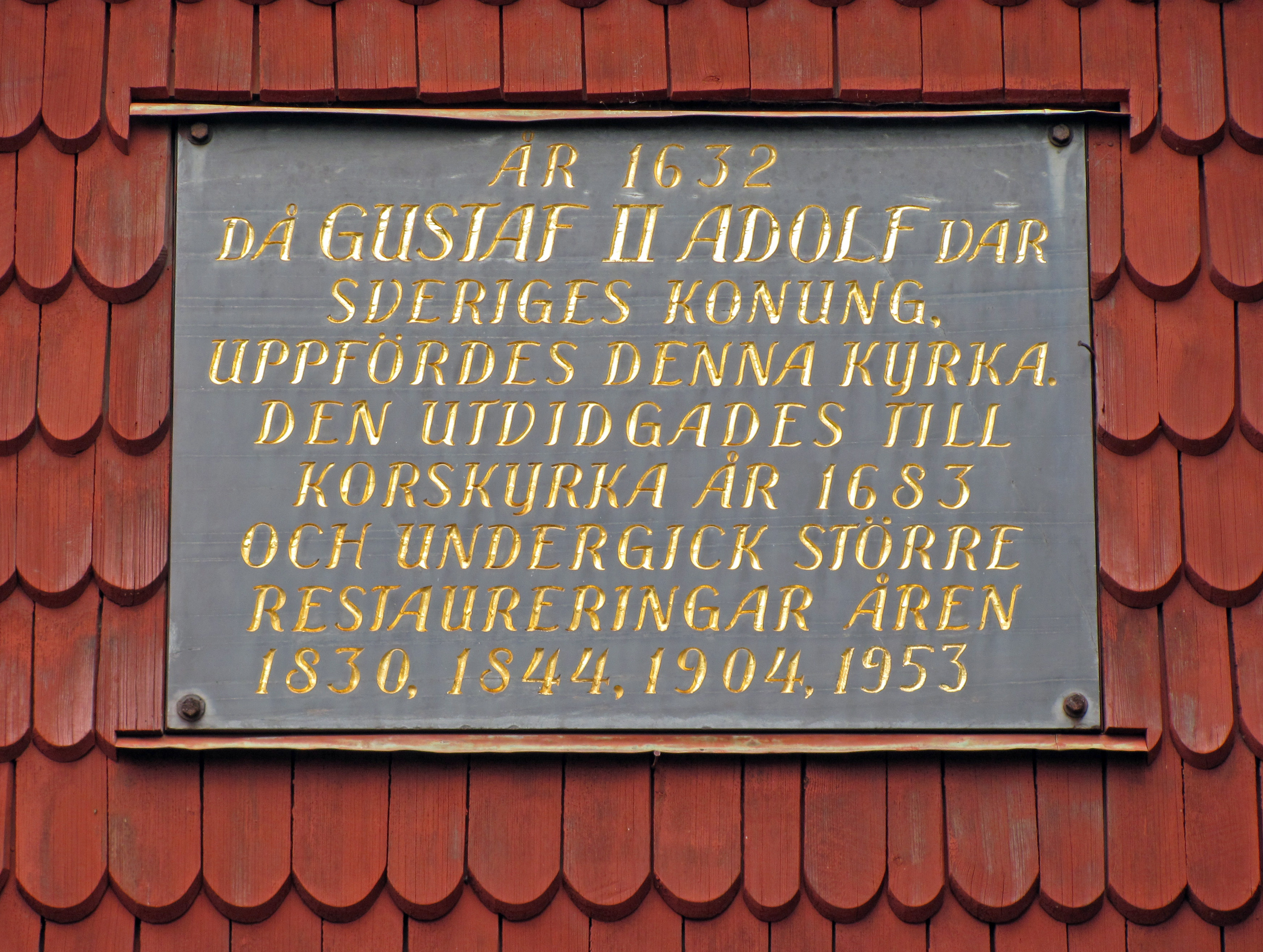
Skylt ovanför porten om kyrkans uppförande och restaureringar
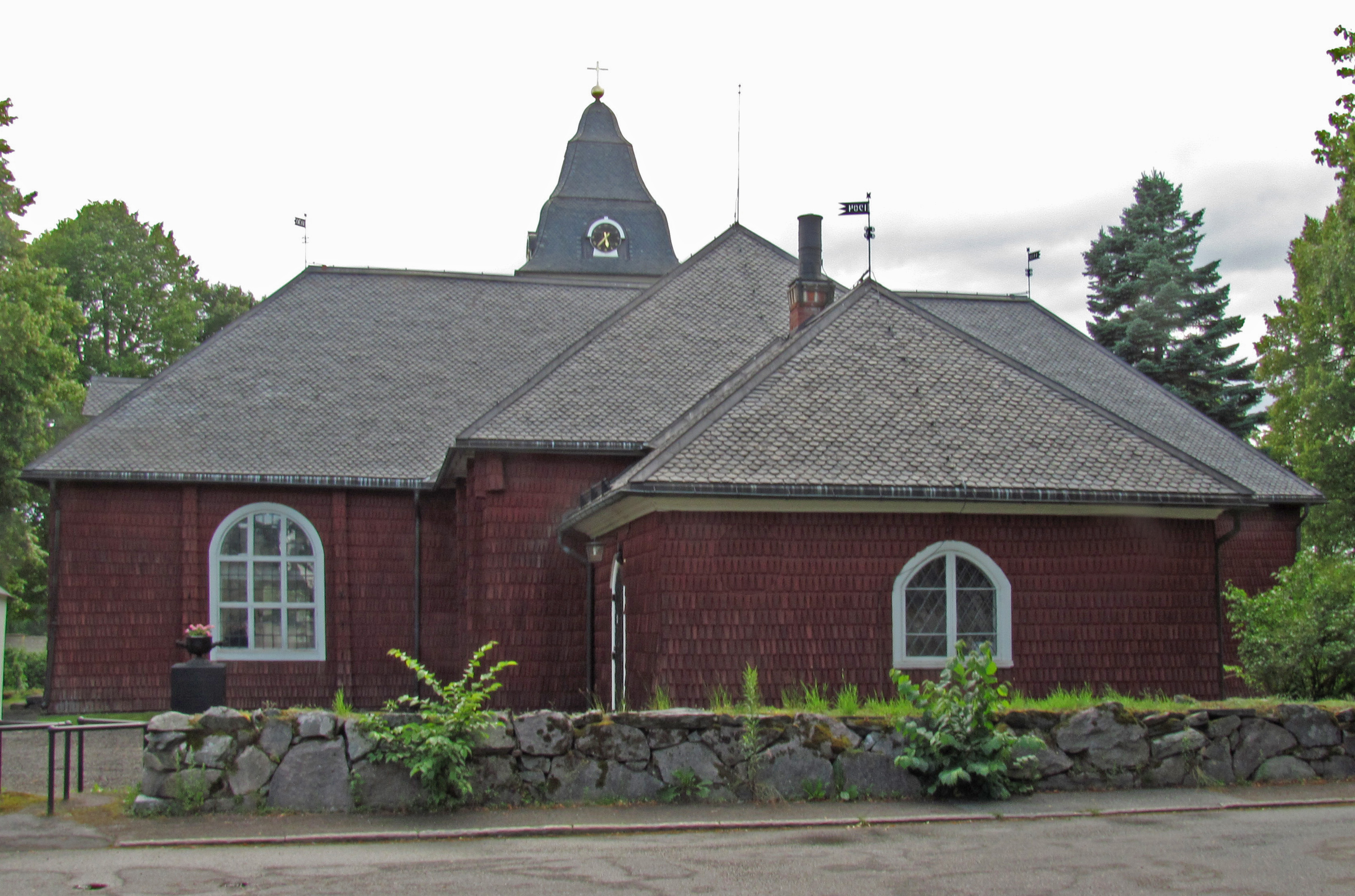
Grythyttans kyrka från öster
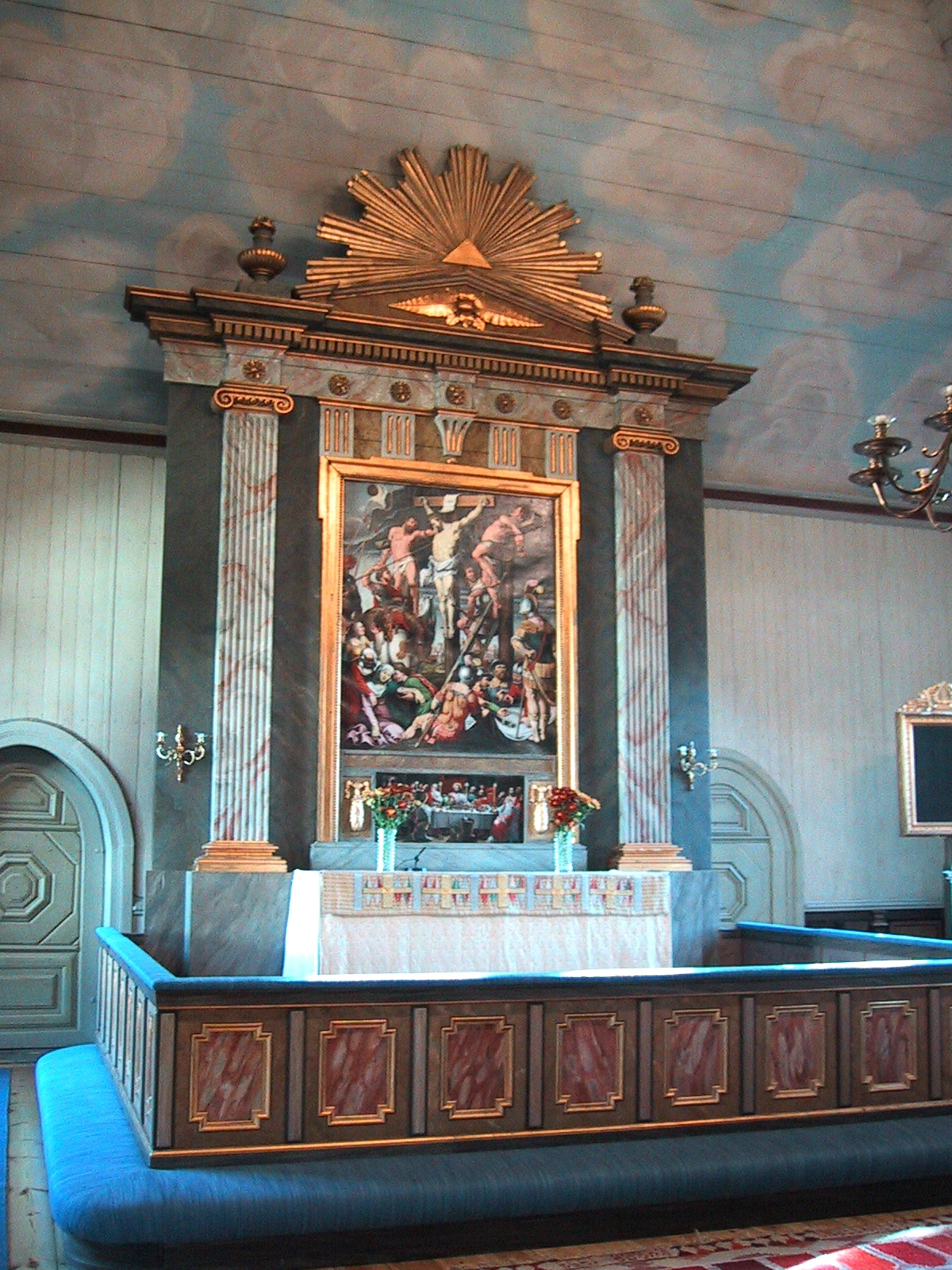
Altaruppsats

### Webbkällor
- Kulturhistorisk karakteristik Grythyttans kyrka
- Länsstyrelsen Örebro - Grythyttans kyrka
- Geostory - Grythyttans kyrka